# Norman Scott
Norman Scott (ur. 10 sierpnia 1889 w Indianapolis, zm. 13 listopada 1942) – amerykański oficer, kontradmirał (Rear Admiral) United States Navy, uczestnik II wojny światowej. W czasie walk o Guadalcanal dowodził w zwycięskiej bitwie koło przylądka Ésperance. Zginął na pokładzie krążownika „Atlanta” podczas pierwszej bitwy pod Guadalcanalem 13 listopada 1942 roku. Pośmiertnie został odznaczony Medalem Honoru.

## Życiorys
Norman Scott wstąpił do United States Naval Academy w 1907 roku. Ukończył ją cztery lata później, w marcu 1912 roku został promowany na najniższy stopień oficerski (Ensign). W latach 1911–1913 służył na pancerniku „Idaho”, następnie na niszczycielach. Podczas I wojny światowej był między innymi oficerem na USS „Jacob Jones”, zatopionym przez niemiecki okręt podwodny. Następnie służył w Departamencie Marynarki oraz jako adiutant do spraw marynarki prezydenta Wilsona.
W okresie międzywojennym służył na niszczycielach, pancerniku „New York” oraz w pracy sztabowej na Hawajach. W latach 1924–1930 był oficerem sztabu Floty Pancerników i instruktorem w Akademii Marynarki Wojennej. W latach 30. był między innymi dowódcą niszczycieli „MacLeish” oraz „Paul Jones”. Od 1937 do 1939 roku był członkiem amerykańskiej misji morskiej w Brazylii. W momencie wejścia Stanów Zjednoczonych do wojny dowodził, w stopniu komandora (Captain), krążownikiem ciężkim „Pensacola”. Na początku 1942 roku został przydzielony do biura Biura Operacji Morskich.
W maju 1942 roku został awansowany do stopnia kontradmirała. Dowodził grupą wsparcia ogniowego podczas desantu na Guadalcanalu i Tulagi. W późniejszym okresie walk o Guadalcanal obejmował komendę nad różnymi zespołami okrętów nawodnych, był między innymi głównodowodzącym w zwycięskiej bitwie koło przylądka Ésperance w dniach 11–12 października 1942 roku. 13 listopada zginął na pokładzie lekkiego krążownika „Atlanta”, zatopionego w nocnej I bitwie koło Guadalcanalu. Pośmiertnie został odznaczony Medalem Honoru.
Na jego cześć zostały nazwane dwa okręty US Navy: „Norman Scott” (DD-690) oraz „Scott” (DDG-995).